# Elie Seignette

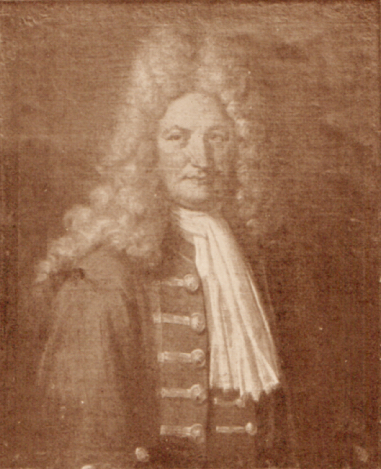
Elie Seignette

Elie Seignette (* 1632 in La Rochelle; † 1698) war ein französischer Chemiker, der als Entdecker des Seignettesalzes gilt.
Elie Seignette war wie sein Vater Apotheker in La Rochelle. Auf der Suche nach einem milden Abführmittel ließ er Weinstein und Soda miteinander reagieren und fand so zwischen 1648 und 1660 das Seignettesalz, das er mit seinem Bruder Jehan (1623–1663) in großen Mengen produzierte. Fälschlich wird die Erfindung häufig seinem Sohn Pierre Seignette zugeschrieben, der ebenfalls Apotheker war.